# Davide Ricci Bitti

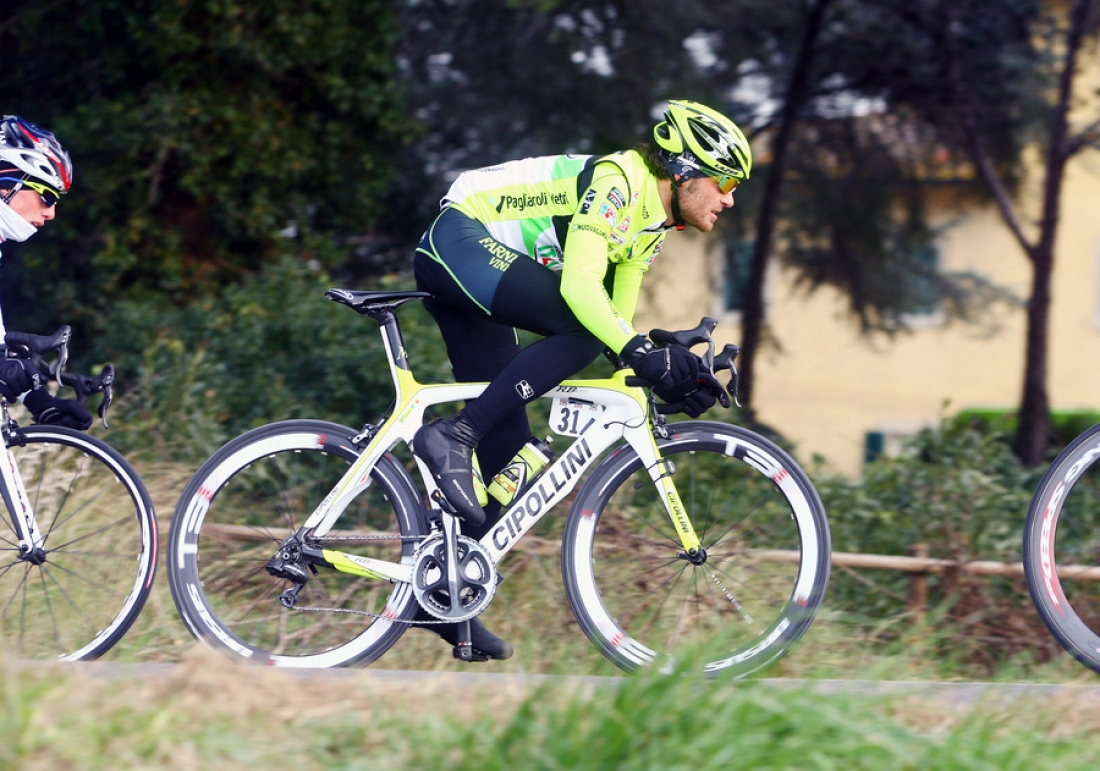
Davide Ricci Bitti

Davide Ricci Bitti (* 12. Februar 1984 in Medicina) ist ein italienischer Radrennfahrer.
Als Nachwuchsfahrer konnte Ricci Bitti 2005 eine Etappe des Giro Pesche Nettarine di Romagna gewinnen. 2007 war er bei den Rennen Colle di Compito und Quarrata–Vignole siegreich, bevor er zur Saison 2009 beim Team ISD-Neri Profi wurde. In der Saison 2011 nahm er beim Giro d’Italia erstmals an einer der großen Landesrundfahrten teil. Dabei beendete er das Rennen als 148. in der Gesamtwertung.

## Teams
- 2009–2010 ISD-Neri
- 2011 Farnese Vini-Neri Sottoli
- 2012 Farnese Vini-Selle Italia